# Tamenus schoutedeni
Tamenus schoutedeni es una especie de arácnido del orden Pseudoscorpionida de la familia Atemnidae.

## Distribución geográfica
Se encuentra en la República Democrática del Congo.